# Go-Ped

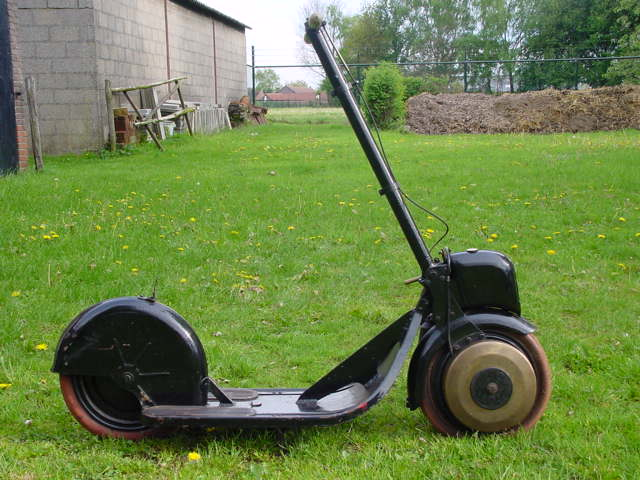
1919 Autoped Ever Ready

De Go-Ped is een soort step met verbrandingsmotor van Amerikaanse makelij. De cilinderinhoud varieert van 22,5 cc tot 46 cc. 
De snelheden van de verschillende modellen liggen rond de 30 tot 65 km/h. Met tuning is echter 80 km/h mogelijk.